# Jin Goo
Jin Goo (Seúl; 20 de julio de 1980) es un actor coreano que ganó el premio al mejor actor de reparto en los Grand Bell Awards y Blue Dragon Film Awards por su interpretación en la película de thriller Madeo (2009) del director Bong Joon-ho. También es conocido por su participación en la serie Descendientes del sol.

## Vida personal
Se casó con su novia Kim Ji-hye, el 21 de septiembre de 2014. La pareja le dio la bienvenida a su primer hijo en junio de 2015. Mientras que su segundo hijo nació en noviembre de 2016.
El 2 de noviembre de 2021 se agencia anunció que había dado positivo para COVID-19, por lo que se encontraba recibiendo tratamiento en las instalaciones de aislamiento.
Es miembro de la Iglesia Adventista del Séptimo Día

## Carrera
En 2012 protagonizó la película 26 Years con el papel de un gánster que participa en un plan para castigar al expresidente del país, culpable de una matanza de civiles.
En diciembre del 2018 se anunció que se había unido al elenco principal del remake de la serie japonesa Legal High donde dará vida a Go Tae-rim, un astuto, talentoso y arrogante abogado, con una tasa de éxito del 100% en sus casos, que cree que el propósito de los casos es ganar y perder significaría renunciar a su condición de abogado y ser humano. Se espera que la serie sea estrenada en el 2019.
El 13 de marzo de 2022 se unirá al elenco principal de la serie A Superior Day donde dará vida a Lee Ho-chul, un bombero que tiene que rescatar a su hija secuestrada.

## Filmografía

### Series de televisión
| Año  | Título                                          | Rol             | Canal | Notas                         | Ref.                 |
| ---- | ----------------------------------------------- | --------------- | ----- | ----------------------------- | -------------------- |
| 2003 | All In                                          | Kim In-ha       | SBS   |                               |                      |
| 2004 | MBC Best Theater - "Where Are Arrows We Shoot?" | Jin-ho          | MBC   |                               |                      |
| 2004 | Nonstop 5                                       | Jin Goo         | MBC   |                               |                      |
| 2004 | MBC Best Theater - "Oshio Ddeokbokki"           |                 | MBC   |                               |                      |
| 2005 | HDTV Literature - "Saya, Saya (Bird, Bird)"     |                 | KBS1  |                               |                      |
| 2007 | Joshi Deka!                                     |                 | TBS   | Invitado, ep. 10 - webisodios | [ 12 ]               |
| 2008 | Spotlight                                       | Lee Seon-chul   | MBC   |                               | [ 13 ] [ 14 ]        |
| 2008 | Tokyo Sun Shower                                | Park Sang-gil   | SBS   |                               |                      |
| 2009 | Swallow the Sun                                 | Kim Il-hwan     | SBS   |                               |                      |
| 2010 | Athena: Goddess of War                          |                 | SBS   | Cameo, ep. 7                  |                      |
| 2013 | Ad Genius Lee Tae-baek                          | Lee Tae-baek    | KBS2  |                               | [ 15 ]               |
| 2015 | Enamorándose de la inocencia                    | Ma Dong-wook    | JTBC  | Invitado                      |                      |
| 2016 | Descendientes del sol                           | Seo Dae-young   | KBS2  |                               |                      |
| 2016 | Entourage                                       | Él mismo        | tvN   | Cameo                         |                      |
| 2016 | Night Light                                     | Park Gun-woo    | MBC   |                               |                      |
| 2017 | Untouchable                                     | Jang Joon-seo   | JTBC  |                               |                      |
| 2018 | Mr. Sunshine                                    | Seo Dae-young   | tvN   | Cameo                         | [ 16 ]               |
| 2019 | Legal High                                      | Go Tae-rim      | JTBC  |                               |                      |
| 2022 | A Superior Day                                  | Lee Ho-chul     | OCN   |                               |                      |
| 2024 | The Auditors                                    | Hwang Dae-woong | tvN   |                               | [ 17 ] [ 18 ] [ 19 ] |

### Películas
| Año  | Título                         | Personaje                 | Observaciones               |
| ---- | ------------------------------ | ------------------------- | --------------------------- |
| 2003 | Romantic Assassins             | Asesino                   |                             |
| 2003 | 1+1=6                          |                           | cortometraje                |
| 2005 | A Bittersweet Life             | Min-gi                    |                             |
| 2006 | A Dirty Carnival               | Jong-soo                  | [ 20 ] [ 21 ]               |
| 2006 | Ice Bar                        | In-baek                   |                             |
| 2006 | Love Me Not                    | Mickey / Tae-ho           |                             |
| 2007 | Epitaph                        | Park Jung-nam             | [ 22 ] [ 23 ] [ 24 ]        |
| 2008 | Truck                          | Kim Young-ho              | [ 25 ]                      |
| 2008 | The ESP Couple                 | Su-min                    | [ 26 ]                      |
| 2009 | Mother                         | Jin-tae                   | [ 27 ] [ 28 ]               |
| 2010 | Le Grand Chef 2: Kimchi Battle | Seong-chan                | [ 29 ] [ 30 ]               |
| 2011 | The Showdown                   | Do-young                  | [ 31 ]                      |
| 2011 | Moby Dick                      | Yoon Hyuk                 | [ 32 ]                      |
| 2011 | Always                         | dueño del almacén Pottery | Cameo                       |
| 2012 | 26 Years                       | Kwak Jin-bae              | [ 33 ] [ 34 ] [ 35 ] [ 36 ] |
| 2014 | The Target                     | Baek Sung-hoon            | [ 37 ]                      |
| 2014 | The Admiral: Roaring Currents  | Lim Jun-young             |                             |
| 2014 | La última primavera            | policía                   | Cameo                       |
| 2015 | C'est Si Bon                   | Lee Jang-hee (20s)        |                             |
| 2015 | Northern Limit Line            | Han Sang-gook             | [ 39 ]                      |
| 2017 | One Line                       | Suk-goo                   |                             |
| 2018 | Heung-boo: The Revolutionist   | Nolbu                     | participación especial      |
| 2021 | You Are So Precious to Me      | Jae-sik                   | principal                   |

### Aparición en programas de variedades
| Año  | Título                           | Notas                 |
| ---- | -------------------------------- | --------------------- |
| 2022 | DoReMi Market (Amazing Saturday) | (ep. #203) - invitado |
| 2020 | Yacht Expedition                 | miembro               |

### Vídeos musicales
| Año  | Título de la canción   | Artista               |
| ---- | ---------------------- | --------------------- |
| 2007 | "Sonata of Temptation" | Ivy                   |
| 2009 | "Shout to the Heart"   | Monday Kiz ft. Rhymer |
| 2009 | "Scar"                 | Monday Kiz            |
| 2009 | "Stupid"               | Yoon Seo-jin          |
| 2013 | "V"                    | Lee Jung-hyun         |

## Teatro musical
| Año  | Título         | Rol            | Referencias                 |
| ---- | -------------- | -------------- | --------------------------- |
| 2011 | Guys and Dolls | Nathan Detroit | [ 43 ] [ 44 ] [ 45 ] [ 46 ] |